# Manton River
Manton River är ett vattendrag i Australien. Det ligger i territoriet Northern Territory, omkring 57 kilometer sydost om territoriets huvudstad Darwin.
Omgivningarna runt Manton River är huvudsakligen savann. Trakten runt Manton River är nära nog obefolkad, med mindre än två invånare per kvadratkilometer. Genomsnittlig årsnederbörd är 1 732 millimeter. Den regnigaste månaden är januari, med i genomsnitt 436 mm nederbörd, och den torraste är juni, med 1 mm nederbörd.